# 奇维达泰卡穆诺
奇维达泰卡穆诺（義大利語：Cividate Camuno），是意大利布雷西亚省的一个市镇。总面积3平方公里，人口2770人，人口密度923.3人/平方公里（2009年）。国家统计（ISTAT）代码为017055。

## 友好城市
- 法國 莫尔莱